# 威廉·巴芬
威廉·巴芬（1584年—1622年1月23日）是16世紀的英國航海家。在倫敦出生。生前曾尋找“西北航道”。命名北美洲北部的一個島為巴芬島，巴芬島與格陵蘭島之間的海灣為巴芬灣，並且是世界第一個圍繞巴芬島航行一周的航海家。據說航海時通過觀測月球確定經緯度的方法由威廉·巴芬首創。

## 生平
1584年出生于倫敦。早年的生活不詳。
成年後曾與Robert Bylot 船長乘「發現號」海船考察北美洲與巴芬島之間的哈得遜海峽。
1616年以「發現號」領航員的身份，再次航行北美洲，深入哈得遜灣內，其所達之處比在1587年也探索哈得遜灣的英國航海家John Davis，多遠了483公里。
而後，在不列顛東印度公司任職，期間曾測量紅海和波斯灣。
1622年是他生平最後一次在波斯灣航行，航行期間于1月23日死於英國-波斯同盟軍攻占葡萄牙要塞克什姆岛之役。